# Musikot
Musikot (in nepalese मुसिकोट) è una municipalità e il capoluogo del distretto di Rukum Ovest. 
Fino alla riforma amministrativa del 2015 (attuata nel 2017) era un comitato per lo sviluppo dei villaggi (VDC). 
La città si trova in una zona collinare delle Mahabharat Lekh a circa 1.838 m s.l.m.